# Фаланга (Шпанија)
Шпанска фаланга за окупљање националистичке синдикалистичке офанзиве (шп. Falange Española de las Juntas de Ofensiva Nacional Sindicalista), познатија под именом Фаланга била је десничарска политичка партија коју је 1933. године основао Хосе Антонио Примо де Ривера током постојања Шпанске републике. За разлику од осталих партија десне оријентације у Шпанији, Фаланга се темељила на републиканизму, модернизму и авангардизму, односно у духу раног италијанског фашизма.
По избијању Шпанског грађанског рата 1936. године, чланови Фаланге придружили су се националистима на челу с Франсиском Франком. Њен оснивач, Примо де Ривера, осуђен је на смрт од шпанске републиканске владе након губитка имунитета у парламенту, те је тако постао мученик фалангистичког покрета. Током рата, 60% предратног чланства Фаланге изгубило је живот. Од 1938. све синдикалне организације стављене су под управу Фаланге.
Након краја грађанског рата, Франко је Фаланги дао улогу партије која развија и негује нову владајућу идеологију. До 1942. број чланова партије нарастао је до 932.000. Како се Други светски рат приближавао крају и постајало очигледно да ће Силе Осовине изгубити, Франко и идеолози партије почели су да се удаљавају од европског фашизма и започели с изградњом нове идеологије „шпанског католичког ауторитаризма“, иако су у основама идеје фашизма задржане (једино је избачена револуционарна преобразба друштва). Такође, од 1943. се Фаланга почела описивати као покрет, а не као партија.
Како је Шпанија, захваљујући добрим односима с САД-ом, економски напредовала и стасала нова генерација технократа, чланство Фаланге је све више опадало. Након смрти Франка 1975. године, Фаланга се распала на неколико мањих партија које делују још и данас, али им је популарност незнатна.